# Anaconda, le prédateur
Pour les articles homonymes, voir Anaconda (homonymie).
Série Anaconda
Anacondas : À la poursuite de l'orchidée de sang
(2004)
Pour plus de détails, voir Fiche technique et Distribution.
Anaconda, le prédateur (Anaconda) est un film d'horreur américano-brasilo-péruvien réalisé par Luis Llosa et sorti en 1997.
Le film donne lieu à la création d'une franchise. Plusieurs films, non liés entre eux, suivront. Un remake humoristique est prévu pour fin 2025.

## Synopsis
Une équipe de tournage du National Geographic s'aventure sur le fleuve Amazone, au Brésil, pour tourner un documentaire. L'équipage embarque à bord un aventurier du nom de Paul Serone, chasseur de l'un des plus grands serpents du monde : l'anaconda. Le nouveau passager détourne le bateau vers une région où ces animaux abondent. Ce qu'ils y découvrent n'est pas un serpent ordinaire, mais plutôt un prédateur mortellement dangereux qui semble impossible à vaincre.

## Fiche technique
- Titre original et québécois : Anaconda
- Titre français : Anaconda, le prédateur
- Réalisation : Luis Llosa
- Scénario : Hans Bauer (en), Jim Cash et Jack Epps Jr.
- Musique : Randy Edelman
- Décors : Kirk M. Petruccelli
- Costumes : Kathy Monderine
- Photographie : Bill Butler
- Montage : Michael R. Miller
- Production : Verna Harrah, Carole Little, Leonard Rabinowitz, Stelvio Rosi, Beau Marks et Susan Ruskin
- Société de production : Columbia Pictures
- Pays d'origine[2] :  États-Unis,  Brésil,  Pérou
- Budget : 45 millions de dollars
- Format : Couleurs - 35 mm - 2,35:1 - SDDS
- Genre : Action, aventure, horreur et thriller
- Durée : 89 minutes
- Dates de sortie[3] :
  - États-Unis : 11 avril 1997
  - Belgique, France : 25 juin 1997
  - Brésil : 22 août 1997
- Classifications : 
  - Classé R (Restricted) lors de sa sortie en salles aux États-Unis
  - Tous publics avec avertissement lors de sa sortie en salles en France[4]

## Distribution
- Jennifer Lopez (VF : Annie Milon ; VQ : Marie-Andrée Corneille) : Terri Flores, réalisatrice du documentaire
- Ice Cube (VF : Mouss Diouf ; VQ : Pierre Auger) : Danny Rich, cadreur
- Jon Voight (VF : François Dunoyer ; VQ : Jean-Marie Moncelet) : Paul Serone, chasseur
- Eric Stoltz (VF : Jean-François Vlérick ; VQ : Antoine Durand) : Dr Steven Cale, organisateur de l'expédition
- Jonathan Hyde (VF : Bernard Métraux ; VQ : Jacques Lavallée) : Warren Westridge, présentateur
- Owen Wilson (VF : Emmanuel Karsen ; VQ : Michel M. Lapointe) : Gary Dixon, ingénieur du son
- Kari Wuhrer (VF : Caroline Victoria ; VQ : Christine Séguin) : Denise Kalberg, directrice de production
- Vincent Castellanos (VF : Raphael Biansciotto) : Mateo, pilote du bateau
- Danny Trejo (VF : Rafael Gozalbo) : le braconnier

## Accueil

### Box office
| Pays          | Box-office    |
| ------------- | ------------- |
| États-Unis    | 65 885 767 $  |
| International | 71 000 000 $  |
| Monde         | 136 885 767 $ |

### Accueil critique
Anaconda, le prédateur reçoit un accueil critique mitigé. Sur Rotten Tomatoes, il recueille un taux d'approbation de 38 pour 52 critiques et une moyenne de 4,67 / 10. Le site Metacritic lui attribue un score de 37⁄100, pour 20 critiques[réf. nécessaire].

## Distinctions
Entre 1997 et 2016, Anaconda, le prédateur a été sélectionné 17 fois dans diverses catégories et a remporté 6 récompenses.

### Récompenses
- The Stinkers Bad Movie Awards 1997 :
  - Stinker Award du faux accent le plus ennuyeux décerné à Jon Voight,
  - Stinker Award du pire acteur dans un second rôle décerné à Jon Voight.
- ALMA Awards 1998 : ALMA Award de la meilleure actrice dans un long métrage décerné à Jennifer Lopez.
- BMI Film and TV Awards 1998 : Prix BMI de la meilleure musique de film décerné à Randy Edelman.
- World Animation Celebration 1998 : Prix WAC de la meilleure animation 3D de personnage/créature décerné à John Nelson.
- All Def Movie Awards 2016 : meilleur survivant noir dans un film décerné à Ice Cube dans le rôle de 'Danny Rich'.

### Nominations
- Academy of Science Fiction, Fantasy and Horror Films - Saturn Awards 1998 :
  - Meilleur film d'horreur,
  - Meilleure actrice pour Jennifer Lopez.
- Blockbuster Entertainment Awards 1998 : meilleure actrice dans un film d’action/aventure pour Jennifer Lopez.
- Fangoria Chainsaw Awards 1998 : pire film.
- Imagen Foundation Awards 1998 : meilleur film.
- Razzie Awards 1998 :
  - Pire film pour Verna Harrah, Leonard Rabinowitz et Carole Little,
  - Pire acteur pour Jon Voight,
  - Pire couple à l'écran pour Jon Voight (Jon Voight et «L'anaconda animatronique»),
  - Pire réalisateur pour Luis Llosa,
  - Pire scénario pour Hans Bauer, Jim Cash et Jack Epps Jr.,
  - Pire révélation.

## Autour du film
- L'anaconda est effectivement un serpent très dangereux mais il ne se déplace pas avec la rapidité et l'agilité (et hors de l'eau encore moins, il est incapable d'escalader quelque obstacle que ce soit) qu'on lui voit dans le film : il chasse en embuscade. Par ailleurs, il n'avale qu'une proie tous les six mois. Si certains spécimens peuvent être de très grande taille, on reste très loin des proportions des animaux montrés dans le film.
- Au début du film, Serone abat un phacochère alors que cet animal n'existe pas sur le continent américain.
- Quand Serone demande à Westridge de venir l'aider, on remarque que les deux projecteurs sont actionnés alors qu'un seul est censé l'être par Gary.
- Plus tard dans le film, Serone essaie d'attirer l'anaconda en mettant du sang de singe sur les héros, alors que le serpent repère ses proies à leur chaleur.
- Quand l'anaconda est brûlé par du gasoil, le feu s'éteint tout de suite au contact de l'eau (ce qui est faux, le gasoil tout comme le pétrole, ne s'éteint pas directement au contact de l'eau).
- Vers 1h10 de film, quand le bateau quitte la crique, l'eau de la cascade remonte au lieu de s'écouler, indiquant que la prise de vue défile en sens inverse.

### La sagaAnaconda
- Anaconda, la série de films
- Anacondas : À la poursuite de l'orchidée de sang ou Anaconda 2 (2004) de Dwight H. Little
- Anaconda 3 : L'Héritier (2008) de Don E. FauntLeRoy
- Anacondas 4 : La piste du sang (2009) de Don E. FauntLeRoy
- Anaconda (2025) de Tom Gormican